# Tecocomulco de Juárez
Tecocomulco de Juárez är en ort i Mexiko.   Den ligger i kommunen Cuautepec de Hinojosa och delstaten Hidalgo, i den sydöstra delen av landet, 100 km nordost om huvudstaden Mexico City. Tecocomulco de Juárez ligger 2 542 meter över havet och antalet invånare är 599.
Terrängen runt Tecocomulco de Juárez är kuperad åt nordost, men åt sydväst är den platt. Runt Tecocomulco de Juárez är det ganska tätbefolkat, med 108 invånare per kvadratkilometer. Närmaste större samhälle är Tulancingo, 19,7 km norr om Tecocomulco de Juárez. Trakten runt Tecocomulco de Juárez består till största delen av jordbruksmark.